# Josué Anunciado de Oliveira
Josué Anunciado de Oliveira (19 de juliol de 1979) és un exfutbolista brasiler.

## Selecció del Brasil
Va formar part de l'equip brasiler a la Copa del Món de 2010.